# Ševrljuge
Ševrljuge (cyr. Шеврљуге) – wieś w Serbii, w okręgu zlatiborskim, w gminie Kosjerić. W 2011 roku liczyła 277 mieszkańców.